# Cúp Độc lập Nam Việt Nam
Cúp Độc lập Nam Việt Nam là một giải đấu bóng đá ở miền Nam Việt Nam diễn ra trong một số dịp từ năm 1961 đến 1974.
| Năm  | Vô địch           | Á quân             |
| ---- | ----------------- | ------------------ |
| 1961 | Việt Nam Cộng hòa | Mã Lai             |
| 1962 | Việt Nam Cộng hòa | Indonesia          |
| 1965 | Việt Nam Cộng hòa | Malaysia           |
| 1966 | Việt Nam Cộng hòa | Malaysia           |
| 1967 | Úc                | Hàn Quốc           |
| 1970 | Việt Nam Cộng hòa | Thái Lan           |
| 1971 | Malaysia          | Việt Nam Cộng hòa  |
| 1972 | Khmer             | Việt Nam Cộng hòa  |
| 1973 | Persija Jakarta   | Malaysia           |
| 1974 | Việt Nam Cộng hòa | Persipura Jayapura |